# Shigeo Onoue
Shigeo Onoue (japanisch 尾上 恵生 Onoue Shigeo; * 15. Juli 1976 in der Präfektur Hiroshima) ist ein ehemaliger japanischer Fußballspieler.

## Karriere
Onoue erlernte das Fußballspielen in der Jugendmannschaft von Gamba Osaka und der Universitätsmannschaft der Universität Tsukuba. Seinen ersten Vertrag unterschrieb er 1999 bei den Mito HollyHock. Der Verein spielte in der Drittligisten Liga des Landes, der Japan Football League. Am Ende der Saison 1999 stieg der Verein in die J2 League auf. Für den Verein absolvierte er 38 Spiele. Ende 2000 beendete er seine Karriere als Fußballspieler.